# Calamispa fasciata
Calamispa fasciata es una especie de  coleóptero de la familia Chrysomelidae. Fue descrita científicamente en 1957 por Gressitt.